# Kasteel Vieux-Windstein
Het Kasteel Vieux-Windstein (Frans: Château du Vieux-Windstein, Duits: Altwindstein) is een kasteel in de Franse gemeente Windstein. De kasteelruïnes werden ingeschreven als monument historique in 1984.